# Młyn (Ściejowice)
Młyn – część wsi Ściejowice w Polsce, położona w województwie małopolskim, w powiecie krakowskim, w gminie Liszki.
W latach 1975–1998 Młyn administracyjnie należał do województwa krakowskiego.